# Suodenniemi
Suodenniemi var en kommun i landskapet Birkaland i Finland. Kommunen hade 1 333 invånare (2006), på en yta av 220,42 km².
Den 1 januari 2007 slogs Suodenniemi samman med Vammala stad. Vammala uppgick i sin tur i Sastamala stad den 1 januari 2009.
Suodenniemi var enspråkigt finskt.